# Album al numero uno della classifica FIMI nel 2004
La presente lista elenca gli album che hanno raggiunto la prima posizione nella classifica settimanale italiana Artisti, stilata durante il 2004 dalla Federazione Industria Musicale Italiana, in collaborazione con Nielsen.

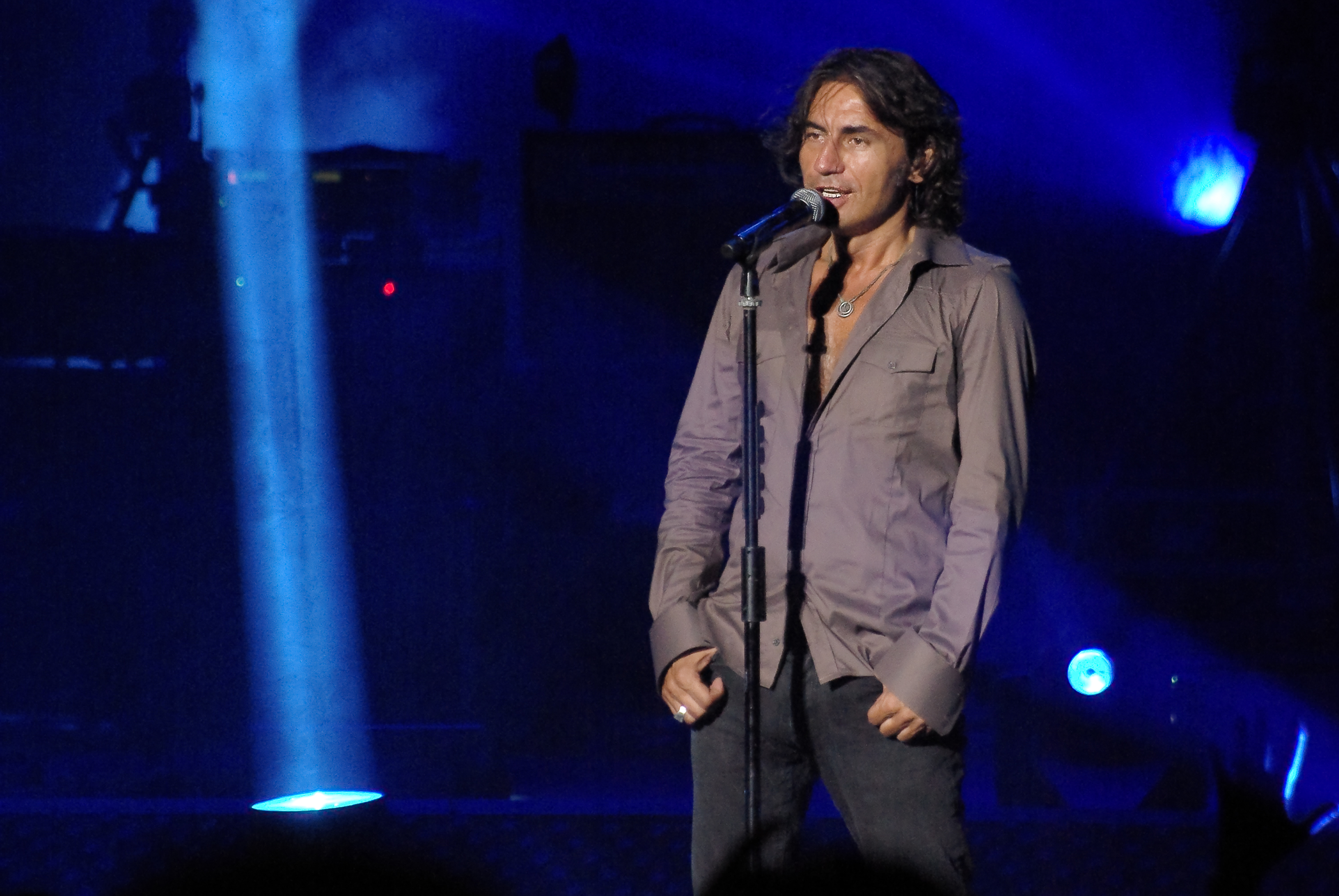
Il secondo album dal vivo di Ligabue, Giro d'Italia, rimase otto settimane in vetta alla classifica italiana

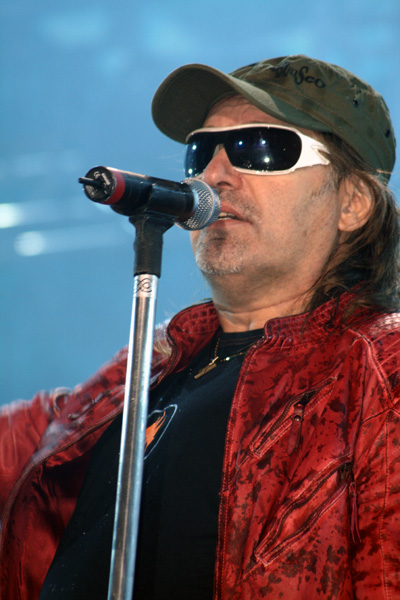
Buoni o cattivi è, assieme a Gli spari sopra, l'album di maggior successo della carriera di Vasco Rossi

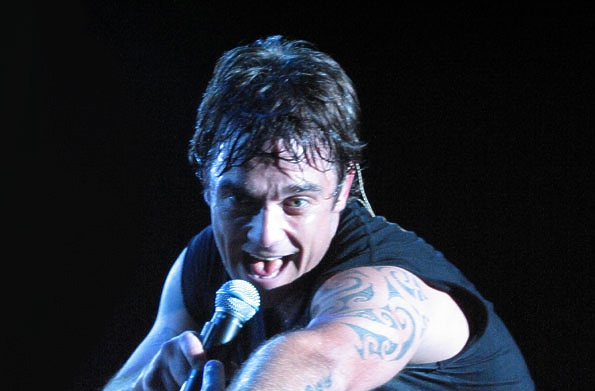
Il Greatest Hits di Robbie Williams arrivò alla posizione numero 1 in 18 Paesi, Italia compresa

| Settimana    | Settimana    | Album                           | Artista             | Settimane consecutive | Settimane totali | Fonte  |
| Inizio       | Fine         | Album                           | Artista             | Settimane consecutive | Settimane totali | Fonte  |
| ------------ | ------------ | ------------------------------- | ------------------- | --------------------- | ---------------- | ------ |
| 2 gennaio    | 8 gennaio    | Giro d'Italia                   | Ligabue             | 8                     | 8                | [ 1 ]  |
| 9 gennaio    | 15 gennaio   | Giro d'Italia                   | Ligabue             | 8                     | 8                | [ 2 ]  |
| 16 gennaio   | 22 gennaio   | 111                             | Tiziano Ferro       | 1                     | 2                | [ 3 ]  |
| 23 gennaio   | 29 gennaio   | Concerti                        | Fiorella Mannoia    | 1                     | 1                | [ 4 ]  |
| 30 gennaio   | 5 febbraio   | 111                             | Tiziano Ferro       | 1                     | 2                | [ 5 ]  |
| 6 febbraio   | 12 febbraio  | Feels like Home                 | Norah Jones         | 2                     | 2                | [ 6 ]  |
| 13 febbraio  | 19 febbraio  | Feels like Home                 | Norah Jones         | 2                     | 2                | [ 7 ]  |
| 20 febbraio  | 26 febbraio  | Ritratti                        | Francesco Guccini   | 2                     | 2                | [ 8 ]  |
| 27 febbraio  | 4 marzo      | Ritratti                        | Francesco Guccini   | 2                     | 2                | [ 9 ]  |
| 5 marzo      | 11 marzo     | Platinum Collection             | Mina                | 1                     | 1                | [ 10 ] |
| 12 marzo     | 18 marzo     | Patience                        | George Michael      | 1                     | 1                | [ 11 ] |
| 19 marzo     | 25 marzo     | Convivendo - Parte I            | Biagio Antonacci    | 2                     | 2                | [ 12 ] |
| 26 marzo     | 1º aprile    | Convivendo - Parte I            | Biagio Antonacci    | 2                     | 2                | [ 13 ] |
| 2 aprile     | 8 aprile     | Buoni o cattivi                 | Vasco Rossi         | 3                     | 15               | [ 14 ] |
| 9 aprile     | 15 aprile    | Buoni o cattivi                 | Vasco Rossi         | 3                     | 15               | [ 15 ] |
| 16 aprile    | 22 aprile    | Buoni o cattivi                 | Vasco Rossi         | 3                     | 15               | [ 16 ] |
| 23 aprile    | 29 aprile    | Passi d'autore                  | Pino Daniele        | 1                     | 2                | [ 17 ] |
| 30 aprile    | 6 maggio     | Buoni o cattivi                 | Vasco Rossi         | 1                     | 15               | [ 18 ] |
| 7 maggio     | 13 maggio    | Passi d'autore                  | Pino Daniele        | 1                     | 2                | [ 19 ] |
| 14 maggio    | 20 maggio    | Zu & Co.                        | Zucchero Fornaciari | 1                     | 3                | [ 20 ] |
| 21 maggio    | 27 maggio    | Ascolta                         | Pooh                | 1                     | 1                | [ 21 ] |
| 28 maggio    | 3 giugno     | Il mondo insieme a te           | Max Pezzali/883     | 1                     | 1                | [ 22 ] |
| 4 giugno     | 10 giugno    | Zu & Co.                        | Zucchero            | 2                     | 3                | [ 23 ] |
| 11 giugno    | 17 giugno    | Zu & Co.                        | Zucchero            | 2                     | 3                | [ 24 ] |
| 18 giugno    | 24 giugno    | Buoni o cattivi                 | Vasco Rossi         | 11                    | 15               | [ 25 ] |
| 25 giugno    | 1º luglio    | Buoni o cattivi                 | Vasco Rossi         | 11                    | 15               | [ 26 ] |
| 2 luglio     | 8 luglio     | Buoni o cattivi                 | Vasco Rossi         | 11                    | 15               | [ 27 ] |
| 9 luglio     | 15 luglio    | Buoni o cattivi                 | Vasco Rossi         | 11                    | 15               | [ 28 ] |
| 16 luglio    | 22 luglio    | Buoni o cattivi                 | Vasco Rossi         | 11                    | 15               | [ 29 ] |
| 23 luglio    | 29 luglio    | Buoni o cattivi                 | Vasco Rossi         | 11                    | 15               | [ 30 ] |
| 30 luglio    | 5 agosto     | Buoni o cattivi                 | Vasco Rossi         | 11                    | 15               | [ 31 ] |
| 6 agosto     | 12 agosto    | Buoni o cattivi                 | Vasco Rossi         | 11                    | 15               | [ 32 ] |
| 13 agosto    | 19 agosto    | Buoni o cattivi                 | Vasco Rossi         | 11                    | 15               | [ 33 ] |
| 20 agosto    | 26 agosto    | Buoni o cattivi                 | Vasco Rossi         | 11                    | 15               | [ 34 ] |
| 27 agosto    | 2 settembre  | Buoni o cattivi                 | Vasco Rossi         | 11                    | 15               | [ 35 ] |
| 3 settembre  | 9 settembre  | Genius Loves Company            | Ray Charles         | 2                     | 3                | [ 36 ] |
| 10 settembre | 16 settembre | Genius Loves Company            | Ray Charles         | 2                     | 3                | [ 37 ] |
| 17 settembre | 23 settembre | There Will Be a Light           | Ben Harper          | 1                     | 1                | [ 38 ] |
| 24 settembre | 30 settembre | Genius Loves Company            | Ray Charles         | 1                     | 3                | [ 39 ] |
| 1º ottobre   | 7 ottobre    | Dieci stratagemmi               | Franco Battiato     | 1                     | 1                | [ 40 ] |
| 8 ottobre    | 14 ottobre   | Around the Sun                  | R.E.M.              | 1                     | 1                | [ 41 ] |
| 15 ottobre   | 21 ottobre   | Greatest Hits                   | Robbie Williams     | 1                     | 3                | [ 42 ] |
| 22 ottobre   | 28 ottobre   | Resta in ascolto                | Laura Pausini       | 1                     | 1                | [ 43 ] |
| 29 ottobre   | 4 novembre   | Greatest Hits                   | Robbie Williams     | 1                     | 3                | [ 44 ] |
| 5 novembre   | 11 novembre  | Elegia                          | Paolo Conte         | 1                     | 1                | [ 45 ] |
| 12 novembre  | 18 novembre  | Best of Blue                    | Blue                | 1                     | 7                | [ 46 ] |
| 19 novembre  | 25 novembre  | How to Dismantle an Atomic Bomb | U2                  | 2                     | 2                | [ 47 ] |
| 26 novembre  | 2 dicembre   | How to Dismantle an Atomic Bomb | U2                  | 2                     | 2                | [ 48 ] |
| 3 dicembre   | 9 dicembre   | Best of Blue                    | Blue                | 6                     | 7                | [ 49 ] |
| 10 dicembre  | 16 dicembre  | Best of Blue                    | Blue                | 6                     | 7                | [ 50 ] |
| 17 dicembre  | 23 dicembre  | Best of Blue                    | Blue                | 6                     | 7                | [ 51 ] |
| 24 dicembre  | 30 dicembre  | Best of Blue                    | Blue                | 6                     | 7                | [ 52 ] |
| 31 dicembre  | 6 gennaio    | Best of Blue                    | Blue                | 6                     | 7                | [ 53 ] |

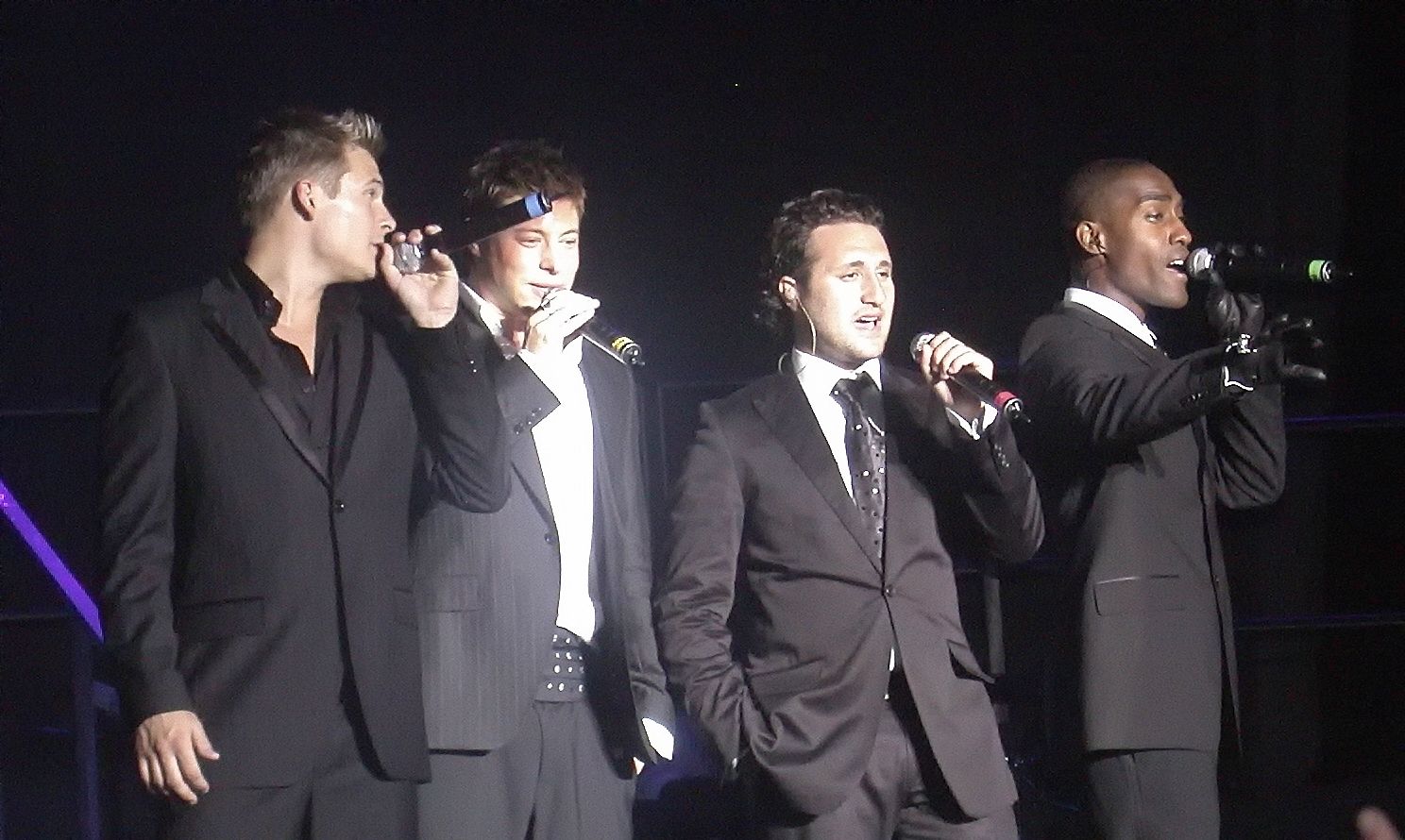
La boy band britannica Blue riscosse grande successo in Italia

L'album che nel 2004 ha passato più tempo in cima alla classifica di vendita è Buoni o cattivi di Vasco Rossi (15 settimane non consecutive).